# إيفا بيس
إيفا بيس (بالإسبانية: Eva Bes)‏ مواليد 14 يناير 1973 في سرقسطة، هي لاعبة كرة مضرب إسبانية. هي إحدى بطلات الجراند سلام. أعلى تصنيف لها في الفردي كان المركز الـ 90 في سنة 2002. أعلى تصنيف لها في الزوجي كان المركز الـ 71 في سنة 2000.

## روابط خارجية
- إيفا بيس على موقع رابطة محترفات التنس (الإنجليزية)
- إيفا بيس على موقع الاتحاد الدولي لكرة المضرب (الإنجليزية)
- إيفا بيس على موقع خلاصة التنس.كوم (الإنجليزية)